# Hurasveli
Hurasveli est une petite île inhabitée des Maldives. 

## Géographie
Hurasveli est située dans le centre des Maldives, à l'Est de l'atoll Mulaku, dans la subdivision de Meemu. 